# Servei Meteorològic de Catalunya
El Servei Meteorològic de Catalunya (SMC) és una empresa pública adscrita al Departament d'Acció Climàtica, Alimentació i Agenda Rural encarregada de gestionar els sistemes d'observació i predicció meteorològics a Catalunya.

## Història
El 31 de març de 1921, el Consell Permanent de la Mancomunitat de Catalunya va aprovar el Decret que establia la creació del Servei Meteorològic de Catalunya, i Eduard Fontserè i Riba en va ser nomenat director. La Mancomunitat va assumir les despeses de funcionament i instal·lació, i el Servei va quedar sota la dependència científica de l'Institut d'Estudis Catalans.
La seu del Servei ocupava el pis superior de l'edifici del rellotge de l'Escola Industrial. Des d'allà, recollia i tractava tant la informació subministrada pels observadors voluntaris com la informació rebuda de l'Estat Espanyol i els organismes internacionals que arribaven a través de la telegrafia sense fils. Fontserè va assistir, en representació de l'SMC, a diverses Conferències Internacionals de Directors de Serveis Meteorològics com a membre del màxim organisme rector de l'Organització Meteorològica Internacional, la Conferència de Directors.
Des de 1922 l'SMC va elaborar una previsió diària del temps, que es donava a conèixer a edificis públics i les centrals comarcals de la Mancomunitat. Des de 1927 va retransmetre la informació sobre l'estat del temps i la predicció per a Catalunya través de Ràdio Barcelona, essent una experiència pionera a Espanya i a Europa.
Durant els seus 17 anys d'existència, l'antic Servei va donar un impuls important a la meteorologia a Catalunya i, amb alguns dels seus treballs de caràcter científic, va adquirir un cert prestigi internacional. Entre els seus treballs de l'època destaquen la participació en l'elaboració de l'Atles Internacional dels Núvols i dels Estats del Cel, la contribució a l'Any Polar Internacional (1932-33) amb la creació de dos observatoris d'alta muntanya a Sant Jeroni (Montserrat) i el Turó de l'Home (Montseny), i el disseny del pluviògraf Jardí. L'any 1939 amb l'inici del règim franquista, però, l'SMC va ser suprimit i els seus arxius i dependències requisats.
Posteriorment, l'Estatut d'Autonomia de Catalunya de 1979, recollint la llarga tradició meteorològica de Catalunya, va atribuir a la Generalitat de Catalunya, en el seu article 9.15, competència exclusiva sobre l'SMC sens perjudici del que disposa l'article 149.1.20 de la Constitució. Responent a aquest punt de l'Estatut, l'any 1996 el Consell Executiu de la Generalitat de Catalunya va crear el Servei de Meteorologia de Catalunya com a òrgan administratiu adscrit a la Direcció General de Qualitat Ambiental de l'aleshores Departament de Medi Ambient.
Els arxius de l'antic SMC van ser retornats a la Generalitat l'any 1983. Anys més tard, aquest fons, que conté dades meteorològiques, documents administratius, correspondència i abundant documentació gràfica, va ser catalogat i des de l'any 2003 es conserva i està a disposició del públic a la Cartoteca de l'Institut Cartogràfic de Catalunya.
L'aprovació de la Llei 15/2001, de 14 de novembre, de meteorologia, va suposar el restabliment del Servei Meteorològic de Catalunya com a entitat amb personalitat jurídica pròpia. L'article 144.5 de l'Estatut d'Autonomia de Catalunya de 2006, donant continuïtat a les lleis anteriors, esmenta que correspon a la Generalitat l'establiment d'un servei meteorològic propi, indicant a continuació altres competències de la Generalitat en matèria de meteorologia. L'any 2001 es va efectuar el traspàs de la Xarxa Agrometeorològica de Catalunya (XAC) del Departament d'Agricultura Ramaderia i Pesca (DARP) al Departament de Medi Ambient (DMA). Posteriorment, l'any 2003 va ser traspassada la Xarxa Nivològica de Catalunya (XANIC), del Institut Cartogràfic de Catalunya (ICC) al SMC. A banda, el SMC ja disposava d'una Xarxa d'Estacions Meteorològiques Automàtiques pròpia, la XMET.
Degut a la diferent procedència de les xarxes, les EMA no estaven ni instal·lades ni configurades atenent als mateixos criteris i, per aquest motiu, el SMC va modificar algunes instal·lacions i implantant de forma progressiva a totes les EMA de la XEMA criteris homogenis en relació als aspectes de mostreig i adquisició de les dades, al manteniment dels equips o als controls de qualitat que s'apliquen a les dades que aquestes generen. Molts d'aquests aspectes es recullen a normatives UNE (www.aenor.es) existents, amb relació a les xarxes d'estacions meteorològiques automàtiques.
Antigues xarxes unificades al Xema:
- Xarxa d'Estacions Meteorològiques Automàtiques (XMET) es va crear l'any 1996, al Servei de Meteorologia, dins la Direcció General de Qualitat Ambient del Departament de Medi Ambient, amb l'objectiu de conèixer la situació meteorològica en temps real a tot el territori i millorar el coneixement climàtic del país.[6]
- La Xarxa Agrometeorològica de Catalunya (XAC) es va crear l'any 1988 per part del Departament d'Agricultura Ramaderia i Pesca per donar suport a les activitats agrícoles i forestals. Per això, a més dels sensors pròpiament meteorològics, es va dotar de sensors específics com el d'irradiància neta, el de temperatura de subsòl, el de contingut d'aigua al sòl i el d'humitat de combustible forestal. Les estacions específicament destinades al control de plagues i malalties de conreus es van equipar amb un sensor de mesura del grau d'humectació de les fulles. Les dades agrometeorològiques es poden consultar a través del web Ruralcat.[6]
- La Xarxa Nivològica de Catalunya (XANIC)va començar a implantar-se l'hivern del 1997 al Pirineu de Catalunya per part de l'Institut Cartogràfic de Catalunya amb l'objectiu d'obtenir dades de l'estat del temps i el mantell nival a alta muntanya per a la predicció d'allaus.[6]

## Funcions
Tal com disposa l'article 4 de la Llei 15/2001, de 14 de novembre de meteorologia, són funcions del Servei Meteorològic de Catalunya:
- Assistir les administracions i les institucions que necessiten informació meteorològica i climàtica i col·laborar-hi.
- Establir col·laboracions, si s'escau, amb l'autoritat meteorològica de l'Estat i amb la resta d'institucions autonòmiques, estatals, europees o internacionals que compleixin funcions meteorològiques, amb vista a assolir una informació meteorològica de qualitat en l'àmbit de Catalunya, i signar amb aquestes institucions, per a l'exercici de competències concurrents, convenis de col·laboració que evitin la duplicitat de serveis.
- Gestionar i mantenir la Xarxa d'Equipaments Meteorològics de la Generalitat de Catalunya (Xemec).
- Tractar, explotar i divulgar les dades procedents dels equipaments meteorològics.
- Explotar i gestionar la base documental provinent del Servei de Meteorologia del Departament de Medi Ambient.
- Mantenir la Base de dades meteorològiques de Catalunya.
- Participar en l'elaboració de la cartografia climàtica de Catalunya.
- Programar, implantar i gestionar un sistema de predicció i seguiment de fenòmens meteorològics, i fer-ne l'explotació i la difusió en l'àmbit territorial de Catalunya.
- Pronosticar, vigilar i fer el seguiment de les situacions meteorològiques de perill, coordinadament amb el Centre d'Emergències de Catalunya (CECAT), amb vista a millorar l'eficàcia de les actuacions pertinents i a assegurar-ne la comunicació als usuaris que en poden resultar afectats, per mitjà del sistema d'avisos que sigui determinat per via reglamentària.
- Prestar permanentment, quan es prevegin situacions meteorològiques de risc, assessorament meteorològic oficial a les diferents administracions i institucions competents en matèria de protecció civil a Catalunya i col·laborar en aquests casos, si s'escau, amb l'autoritat meteorològica de l'Estat.
- Promoure activitats d'investigació en matèria de meteorologia i climatologia i afavorir el desenvolupament de productes i serveis en aquest àmbit.
- Organitzar activitats de formació i difusió en l'àmbit de la meteorologia.
- Realitzar estudis per a millorar el coneixement del clima i de la meteorologia a Catalunya.
- Assessorar i assistir els diferents organismes públics en els aspectes relacionats amb l'estudi del clima i del canvi climàtic, en coordinació amb els organismes competents en aquesta matèria.
- Assessorar i assistir les administracions públiques competents, i col·laborar-hi, en matèria de vigilància i predicció de fenòmens i episodis de contaminació atmosfèrica.
- Analitzar i vigilar les característiques de la columna d'ozó a Catalunya amb relació a l'evolució de l'ozó estratosfèric, i informar-ne la població.
- Estudiar i analitzar el canvi climàtic a Catalunya i participar i col·laborar en les recerques que sobre aquesta matèria porten a terme diversos grups a Catalunya.

## Directors

### Primera etapa (1921-1939)
- Eduard Fontserè i Riba (1921-1939)

### Segona etapa (des de 1996)

#### Caps del Servei de Meteorologia de Catalunya (1996-2002)
- Vacant (1996-1998)
- Àngel Redaño i Xipell (1998-2000)
- Sergi Paricio i Ferreró (2000-2002)

#### Directors del Servei Meteorològic de Catalunya (des de 2002)
- Oriol Puig i Godes (2002-2004)
- Joan Pallisé i Coflent (2004-2007)
- David Rodríguez i Albert (2007-2011)
- Oriol Puig i Godes (2a vegada) (2011-2018)
- Eliseu Vilaclara i Ribas (2018-2022)
- Sarai Sarroca Cervelló (des de 2022)

## Àrees
Té cinc àrees. La de Recerca Aplicada i Modelització inclou un equip de modelització. La de Predicció inclou el servei de premsa i un equip de Predicció i Vigilància. L'Àrea de Climatologia incorpora un Equip de Canvi Climàtic i un Equip de Serveis Climàtics. Les altres dues són la de Tecnologies de la Informació i comunicacions i la de Sistemes d'Observació Meteorològica.

### Equip de Canvi Climàtic
És un organisme depenent del SMC que treballa bàsicament en dues grans línies de recerca en canvi climàtic: l'anàlisi de la variabilitat climàtica del passat recent (darrers 200-250 anys) a Catalunya i el càlcul de les projeccions climàtiques futures (segle XXI) també a Catalunya.
L'objectiu d'aquesta anàlisi és determinar com han variat les diferents variables climàtiques al llarg de tot el període temporal estudiat. Per obtenir resultats concloents d'aquesta evolució temporal, que és el que anomenem tendència, convé que el període estudiat sigui el més llarg possible, i que tota la sèrie de dades hagi superat els processos anteriors de control de qualitat i d'anàlisi d'homogeneïtat. Finalment, només cal esmentar que a l'SMC es fa l'estudi de la tendència de les diferents variables des de dos vessants: l'anàlisi dels valors mitjans i l'anàlisi dels valors extrems. Ambdues perspectives s'inclouen en el Butlletí Anual d'Indicadors Climàtics (BAIC), informe que anualment elabora l'SMC per al seguiment de la variabilitat climàtica de Catalunya.
Així, a l'SMC es fa una regionalizació dinàmica del clima futur a Catalunya a partir del model mesoescalar MM5 niat a les condicions de contorn subministrades pel model de circulació general acoblat atmosfera-oceà ECHAM5/MPI-OM (EH5OM) sota diferents escenaris per al segle XXI. El model MM5 és un dels models que s'utilitzen en la predicció meteorològica que cada dia elabora l'SMC i la seva fiabilitat és força elevada. Per una altra banda, el model EH5OM ha mostrat ser un dels models globals que reprodueixen millor el clima actual de la Terra sota els forçaments radiatius i, en especial, a la zona Mediterrània. Per tant, es pot considerar un dels millors models per a realitzar projeccions futures del clima a la nostra zona. Es presenten tot seguit els resultats de les projeccions climàtiques obtinguts tenint en compte dos escenaris definits a l'informe especial sobre escenaris d'emissions (IEEE): un d'intens (A2) i un altre de moderat (B1).

## Xarxes
La Xarxa d'Equipaments Meteorològics de la Generalitat de Catalunya (XEMEC) és un conjunt d'equipaments. D'aquest organisme depenen les estacions meteorològiques en les quals es mesuren les variables meteorològiques següents: velocitat, direcció del vent, radiació solar, temperatura, humitat relativa, precipitació i pressió atmosfèrica.

### Estacions Meteorològiques
La Xarxa d'Estacions Meteorològiques Automàtiques de Catalunya (XEMA) és un conjunt d'estacions meteorològiques que està integrada a la Xarxa d'Equipaments Meteorològics de la Generalitat de Catalunya (Xemec), creada per la Llei 15/2001, de 14 de novembre, de meteorologia. El febrer de 2010 la XEMA es componia per un total de 165 Estacions Meteorològiques Automàtiques (EMA), que transmetien la informació al SMC a través de ràdio digital, tecnologia GSM o satèl·lit. El 29 de març de 2015 la XEMA comptava amb 174 estacions.
La diferència fonamental entre totes les EMA és l'altura en la qual es mesura el vent, atès que, segons el seu emplaçament i la seva aplicació, l'anemòmetre i el penell poden estar situats a 2, a 6 o a 10 metres d'altura. Aquesta altura en la qual es mesura el vent apareix a la fitxa de cada estació. Des del punt de vista meteorològic, l'altura recomanable per mesurar el vent és de 10 metres, i el motiu principal per mesurar-lo a 2 o a 6 metres és la necessitat de conèixer el valor del vent a aquestes altures per a diferents aplicacions concretes com són el càlcul del risc d'incendis forestals o el càlcul de l'evapotranspiració de referència, entre d'altres.
Els sensors utilitzats són els següents:
- Temperatura de l'aire: la temperatura fa que variï la resistència d'una sonda de platí normalitzada de 100 (Pt100) o 1000 (Pt1000) ohms a 0 °C.[13]
- Humitat relativa de l'aire: la humitat relativa fa variar les propietats dielèctriques d'un material sòlid, higroscòpic, habitualment un polímer.[13]
- Direcció del vent: el gir del penell fa variar la resistència d'un o dos potenciòmetres instal·lats en el sensor. En el cas dels sensors d'ultrasons es calcula a partir del temps emprat en rebre un determinat impuls d'ultrasons en diverses direccions.[13]
- Velocitat del vent: el gir de l'eix de l'anemòmetre crea un corrent elèctric, mitjançant un generador, que ens permet conèixer el nombre de voltes en un període determinat i calcular la velocitat del vent. En el cas dels anemòmetres d'ultrasons es calcula a partir del temps emprat en rebre un determinat impuls d'ultrasons en diverses direccions.[13]
- Irradiança solar global: els piranòmetres es basen en l'efecte termoelèctric, pel qual es genera electricitat (gràcies a termopiles formades per termoparells) a partir de la diferència de temperatura entre diverses zones de l'aparell. El disc ceràmic central es pinta de blanc o a franges blanques i negres (tipus black and white, B&W).[13]
- Precipitació: en els pluviòmetres de balancí la precipitació fa bolcar successivament un balancí de doble cullereta cada vegada que es recullen, segons l'aparell, uns 0.1 o 0.2 mm. En els pluviòmetres de pesada, tal com el seu nom indica, es pesa la precipitació captada pel recipient de l'aparell.[13]
- Pressió atmosfèrica: les variacions de pressió atmosfèrica incideixen en un sensor piezoresistiu o capacitiu de silici, o en un cristall de quars ressonador.[13]

### Radars
La Xarxa de Radars del Servei Meteorològic de Catalunya (XRAD) és el conjunt de radars d'observació. L'SMC disposa de quatre radars integrats en aquesta xarxa. La XRAD està dissenyada per a proporcionar estimacions quantitatives de pluja de gran interès meteorològic i hidrològic. Aquests radars són de tipus Doppler i operen en banda C. La XRAD està formada pel radar de Vallirana, el radar de Puig d'Arques, el radar de La Panadella i el radar de Tivissa-Llaberia.
Aquests radars permeten detectar a distància la presència de precipitació i estimar la seva intensitat. Aquesta capacitat converteix els radars en eines imprescindibles per fer un seguiment i una previsió immediata en situacions de pluges intenses, a fi de minimitzar els efectes dels aiguats sobre les persones i els béns materials. En situacions de precipitació ordinària els radars també resulten de gran utilitat per tal d'estimar de forma rutinària la precipitació amb una elevada freqüència temporal i resolució espacial, adequada per moltes aplicacions hidrològiques.
El radar meteorològic funciona de (Anoia) forma similar a altres tipus de radars, com els utilitzats en aviació i navegació marítima per detectar avions o vaixells. Pel radar meteorològic, l'objectiu bàsic és l'observació de precipitació. Així doncs, els blancs a observar són les partícules de precipitació, bé siguin gotes de pluja, flocs de neu, grans de calamarsa, o, com passa a vegades, una barreja de tots ells. Tal com ho fan els fars l'antena del radar fa girs de 360° de manera continuada emetent un senyal en la banda de les microones, i rebent alhora els possibles retorns de l'energia emesa denominats ecos. Un sofisticat processament dels ecos rebuts permet extreure valuosa informació sobre la seva intensitat i desplaçament respecte al radar.

### Detecció de llamps
La Xarxa de Detecció de Descàrregues Elèctriques atmosfèriques (XDDE) és un servei creat l'abril de 2003. El sistema permet la detecció en temps real de les tempestes, així com el pronòstic a molt curt termini de la seva trajectòria. Aquesta eina dona suport a la vigilància de situacions meteorològiques de risc, amb la qual cosa s'aconsegueix un millor assessorament a protecció civil, així com al cos de bombers per la lluita contra els incendis forestals. De la informació derivada de la XDDE se'n poden beneficiar altres usuaris com són les companyies elèctriques, els gestors de xarxes de telecomunicacions, grans infraestructures, complexos d'oci a l'aire lliure, etc. D'altra banda, aquestes dades donaran un nou impuls a la recerca en l'àmbit de l'electricitat atmosfèrica que es du a terme al país.
La XDDE està formada per quatre estacions remotes i un sistema de processament central que es troba a la seu de l'SMC. Les estacions estan situades a Begues (el Baix Llobregat), Castellnou de Seana (el Pla d'Urgell), Muntanyola (Osona) i Amposta (el Montsià) (vegeu la figura). La disposició dels detectors està pensada per proporcionar una bona cobertura a tot Catalunya, amb un error en la localització dels llamps inferior a un quilòmetre per bona part del territori català. El sistema central de la XDDE processa les dades rebudes de les quatre estacions i les envia als terminals de vigilància. Aquests terminals permeten la representació geogràfica de les descàrregues i la consulta de les seves característiques elèctriques, així com el seguiment de cel·les de tempesta en temps real.

### Instruments Oceanogràfics i Meteorològics
La Xarxa d'Instruments Oceanogràfics i Meteorològics de Catalunya és un organisme que coordina els instruments oceanogràfics i meteorològics de Catalunya. El seu manteniment i gestió s'inicià mitjançant un conveni de col·laboració entre el Departament de Territori i Sostenibilitat, Ports de la Generalitat, la Universitat Politècnica de Catalunya i el Servei Meteorològic de Catalunya.
Formen part de la xarxa un total de nou elements. En concret, hi ha tres boies direccionals que mesuren l'onatge direccional en temps real situades al Cap Tortosa, Port Ginesta i Blanes. Una boia escalar al Golf de Roses mesura l'onatge escalar en temps real. Dos mareògrafs a l'Ampolla i Sant Carles de la Ràpita mesuren el nivell del mar en temps passat. Finalment, tres estacions meteorològiques a l'Ampolla, Sant Carles de la Ràpita i La Cava mesuren la temperatura, pressió atmosfèrica i vent en temps passat.

### Observadors Meteorològics
La Xarxa d'Observadors Meteorològics (XOM) és una iniciativa per tal d'ampliar la disponibilitat i el tipus d'informació per poder desenvolupar les tasques que li pertoquen en matèria de predicció i vigilància meteorològica o per al coneixement i caracterització del clima de Catalunya, tal com disposa la a Llei 15/2001, de 14 de novembre, de meteorologia. És un complement de la Xarxa d'Equipaments Meteorològics de la Generalitat de Catalunya (XEMEC), configurada completament per equips automàtics.
Aquesta xarxa està formada per un col·lectiu de persones distribuïdes arreu del territori que col·laboren amb el Servei Meteorològic de Catalunya aportant informació meteorològica relacionada amb l'observació meteorològica per la caracterització diària del temps i la vigilància meteorològica. La informació subministrada pels observadors adherits a la XOM es considera vàlida oficialment pel desenvolupament de les funcions pròpies del Servei Meteorològic de Catalunya i aquest en pot fer lliure ús i difusió.